# Godło Mauretanii

Godło Mauretanii

Godło Mauretanii (ar. شعار الجمهورية الإسلامية الموريتانية, fr. Sceau de la Mauritanie) to godło zaprojektowane na bazie flagi państwowej Mauretanii przyjętej 15 sierpnia 2017 roku. Zbudowane jest z emblematów w barwach narodowych : czerwonym, zielonym i złotym. Godło ma kształt koła otoczonego pierścieniem o złotym obramowaniu. Wewnętrzna część zawiera palmę, gałąź prosa, półksiężyc i pięcioramienną gwiazdę. Na zewnętrznym pierścieniu znajduje się napis „Islamska Republika Mauretanii” w językach urzędowych Mauretanii, czyli języku arabskim oraz francuskim.

## Symbolika
Kolory zielony oraz złoty to kolory panafrykańskie.
Zieleń symbolizuje również islam i nadzieję na lepszą przyszłość, złoty symbolizuje piaski Sahary, a czerwień – krew przelaną w czasie walki o niepodległość. Półksiężyc oraz gwiazda są symbolami islamu, głównej religii państwa.

Godło obowiązujące do 20 listopada 2018